# Атрибут (рольова гра)
Атрибут — це частина даних (показник), що описує, якою мірою вигаданий персонаж рольової гри має певну вроджену характеристику, спільну для всіх персонажів гри. Ця частина даних зазвичай є абстрактним числом або, в деяких випадках, набором ігрових кісток. У деяких іграх для позначення атрибута використовуються різні терміни, такі як показник, (основна) характеристика чи здатність. Ряд ігрових систем, таких як Fate, взагалі не використовують атрибути. 

## Походження атрибутів
Не існує єдиної думки щодо того, що таке показники здібностей, навіть якщо вони є у багатьох рольових іграх, але ігри, які їх використовують — мають спільну тематику. Згідно з вебсайтом BBC Cult TV «Усі персонажі мають атрибути — основні фізичні та розумові здібності», а в рольовій грі Pathfinder «кожен персонаж має шість балів здібностей, що представляють основні атрибути його персонажа. Це його початковий талант та майстерність. Хоча персонаж рідко проходить перевірку (кидає гральний кубик) використовуючи тільки очки здібностей, ці очки, а також модифікатори, які вони створюють, впливають майже на кожен аспект вмінь та здібностей персонажа». У деяких іграх, таких як старіші версії Dungeons & Dragons, атрибути використовується самостійно для визначення результатів, тоді як у багатьох іграх, починаючи з Bunnies & Burrows, разом з більш сучасною версією D&D, атрибут працює з вмінням впливати на загальний результат.

## Поширені типи системи атрибутів

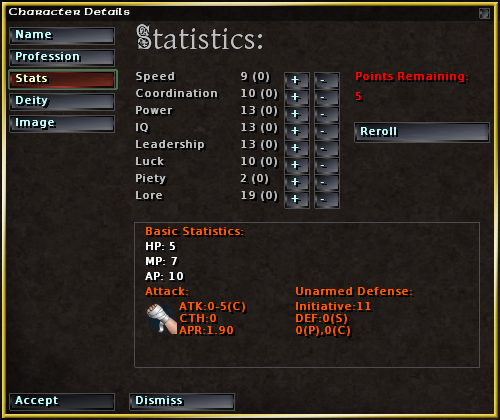
Атрибути рольової гри S.C.O.U.R.G.E.: Heroes of Lesser Renown

Серед рольових ігор не існує стандарту щодо того, які атрибути важливі для гри, хоча й існує правило, яке говорить, що ви обираєте атрибути після того, коли вирішите в якому напрямку будете рухатись в ігровому процесі.

### Встановлені системи атрибутів

#### Dungeons & Dragons
В грі Dungeons & Dragons використовується шість атрибутів (були спроби додати сьомий — Миловидність, але цю ідею відкинули). Отже, це:
Фізичний показник
- Сила — вимірювання фізичної сили та здатності переносити певну кількість навантажень
- Статура — вимірювання стійкості, витривалості та міцного здоров'я
- Спритність — вимірювання спритності, рівноваги, координації та рефлексів

Розумовий показник
- Інтелект — вимірювання дедуктивних міркувань, знань, пам'яті, логіки та раціональності
- Мудрість — вимірювання самосвідомості, здорового глузду, стриманості, сприйняття та проникливості
- Харизма — вимірювання сили особистості, переконливості, лідерства та успішного планування

Показники атрибутів коливаються в межах, приблизно від 3 до 20 (залежно від видання).
Послідовність атрибутів у D&D спочатку виглядала як: Сила, Розум, Мудрість, Спритність, Статура та Харизма, яку іноді називали «SIWDCC» (англ). Тут були перераховані чотири «головні вимоги» сімейств класів персонажів до «загальних» показників: сила для бійців, інтелект для користувачів магії, мудрість для кліриків і спритність для злодіїв. Поточна послідовність «SDCIWC» була введена у 2-му виданні AD&D, намагаючись розділити фізичні та когнітивні риси на дві групи.

#### Інші ігри
Багато інших відомих ігор наслідували цей приклад, дещо змінюючи атрибути, такі як Traveler (Сила, Спритність, Витривалість, Інтелект, Освіта, Соціальний стан) або ігри з Cortex System, такі як RPG Serenity або системою Cortex Plus у Leverage з (Спритність, Пильність, Кмітливість, Сила, Живучість та Сила волі).
Різні ігри використовують більше чи менше параметрів. Відома модифікована система Tri-Stat dX, де, як випливає з назви, використовується три атрибути — (Тіло, Розум та Душа), з початком у Big Eyes, Small Mouth і Tri-Stat System. Проте більш розповсюдженою системою з поділом на три атрибути є Cortex Plus в рольовій грі Firefly — Фізичний, Розумовий та Соціальний, але розширюється за допомогою системи атрибутів Storyteller System.
Досить відомою системою стала спеціально розроблена SPECIAL для ігрової серії Fallout. SPECIAL це акронім від Strength, Perception, Endurance, Charisma, Intelligence, Agility and Luck (укр. Сила, Сприйняття, Витривалість, Харизма, Інтелект, Спритність та Удача). На початку розробки Fallout мав базуватися на системі GURPS, але Браян Фарго, один з розробників, розірвав договір з Steve Jackson Games: «Ми показали вступний ролик, де ув'язненому вистрілили в голову, коли він махав рукою на камеру, а Стіву Джексону (розробнику GURPS) це не сподобалось, м'яко кажучи», — згадує Браян Фарго, «Я знав який світ ми будуємо і початкова сцена було лише розминкою до жорстокого світу Fallout, тому я й розірвав угоду».

### Класифікації
Перші три видання Shadowrun мали три окремі розділи: Фізичні атрибути, Розумові атрибути та Спеціальні атрибути з трьома характеристиками в кожному. Оскільки шість неспеціальних атрибутів — це Сила, Швидкість, Тіло, Харизма, Інтелект та Сила волі, а також два з трьох спеціальних атрибутів, що відносяться до магії, і третій, який є вторинним — що схоже на систему з шістьох атрибутів в цілому.
Storyteller System яка використовується в таких іграх, як Vampire: The Masquerade, зробила цей крок далі, розбивши атрибути на три за трьома класифікаціями. Сила, Витонченість і Опір, а також Психічний, Фізичний та Соціальний, що призводить до дев'яти різних комбінацій, кожна з яких має окрему назву, наприклад: Психічна витонченість є атрибутом Дотепності, а Соціальний опір — Самовладання.

### Показники та підпоказники
Деякі ігри вважають, що атрибути не є і не повинні розглядатися як цілком незалежні, і тому багато своїх атрибутів ставлять в залежність від інших. GURPS використовує два рівні показників — чотири первинних показника (Сила, Спритність, Інтелект, Здоров'я) та чотири елемента показників, отримані безпосередньо з них (Втома, яка за замовчуванням визначає силу чи стан здоров'я залежно від видання, Очки здоров'я (здоров'я чи сила залежно від видання), Сила волі (за замовчуванням інтелект) і Швидкість (за замовчуванням половина середнього рівня здоров'я та спритності)). 5-е видання Hero System містить вісім основних показників, і ще п'ять отриманих з них.

### Особливості сетингу
Деякі ігрові системи, наприклад ті, що використовують систему Cortex Plus, або ті, що використовують Powered by the Apocalypse, працюють на основі того, що їх атрибути повинні підкреслювати елементи оточення, роблячи їх різними від гри до гри навіть у межах однієї сім'ї. Так, наприклад, Dungeon World покликаний нагадувати гру D&D, тому він використовує ті ж самі показники, тоді як Monsterhearts, поєднуючи підліткову драму та паранормальний роман, використовує показники Гарячий, Холодний, Насильницький і Темний.

## Загальні значення атрибутів
В графічних інтерфейсах гри (HUD) дуже часто використовують скорочення назв атрибутів, наприклад Str(ength) або Int(elligence).

### Жорсткий показник
Жорсткий показник — це той показник, яка зазвичай має фізичний характер і часто використовується для позначення фізичних рис персонажа.
- Сила, яку також називають Тіло, Міць, Мускулистість, Потужність тощо.

Одиниця виміру фізичної сили персонажу. Сила часто контролює силу та / або пошкодження в рукопашних атаках, максимальну вагу, яку може переносити персонаж, а іноді й здоров'я. Для використання зброї та броні також може потребуватися параметр сили.
- Статура, яку також називають Витривалість, Стійкість, Живучість, Відновлення тощо.

Одиниця виміру міці персонажа. Статура часто впливає на показники удару, стійкість до особливих видів пошкоджень (отрути, хвороби, спеки тощо) та втоми.
- Захист, а також Опір, Витримка, Пружність тощо.

Одиниця виміру захисту персонажа. Захист зазвичай зменшує отримане пошкодження на певний відсоток, або на фіксований розмір за кожний удар. Іноді поєднується зі Статурою.
- Спритність, вона ж Жвавість, Рефлекси, Швидкість тощо.

Одиниця виміру спритності персонажа. Спритність контролює швидкість і точність атаки та руху, а також ухилення від нападів супротивника (Залежить від зброї та броні).

### М'який показник
М'який показник — це той показник, яка, як правило, має когнітивний характер і часто використовується для представлення нефізичних характеристик персонажа. Як альтернатива цей розділ також може містити не розумові здібності, а певні ефекти, такі як удача.
- Інтелектуальність, яку також називають Інтелект, Розум, Знання тощо.

Міра здатності персонажа розв'язувати проблеми. Інтелект часто контролює здатність персонажа розуміти іноземні мови та їхню майстерність у магії. У деяких випадках інтелект контролює, скільки очок навичок отримує персонаж при підвищені рівня. У деяких іграх він контролює швидкість накопичення очок досвіду або величину, необхідну для підвищення рівня. За певних обставин це вміння також може звести нанівець бойові дії між гравцями та ворогами NPC. Це іноді поєднується з мудрістю та / або силою волі.
- Харизма, яку ще називають Присутність, Чарівність, Соціальне тощо.

Вимірювання соціальних навичок персонажа, а іноді і їх зовнішнього вигляду. Харизма загалом впливає на ціни під час торгівлі та реакції від NPC. За певних обставин цей вміння може унеможливити бойові дії між гравцями та ворогами NPC.
- Мудрість, вона ж Дух, Кмітливість, Психіка, Чуття тощо.

Міра здорового глузду та / або духовності персонажа. Мудрість часто контролює здатність персонажа робити певні заклинання, спілкуватися з містичними сутностями або розпізнавати мотиви чи почуття інших персонажів.
- Сила волі, яку ще називають Розум, Особистість, Его, Рішучість тощо

Одиниця психічного опору персонажа (проти болю, страху тощо), коли він стає жертвою магії, яка змінює розум, тортур або божевілля. У багатьох іграх поєднуються сила волі та мудрість.
- Сприйняття, яке ще називають Пильність, Обізнаність, Обережність тощо.

Міра відкритості персонажа для оточення. Сприйняття контролює шанс виявити життєво важливі підказки, пастки або прихованих ворогів, і може вплинути на послідовність бою або точність атак здалеку. Атрибути типу сприйняття частіше зустрічаються у більш сучасних іграх. Зазвичай ця навичка стосується лише того, що персонаж може сприйняти своїми усталеними органами чуття (тобто зором, звуком, запахом тощо), і зазвичай не включає екстрасенсорне сприйняття чи інші форми психічної телепатії чи телекінезу в даній грі, за винятком випадків, коли конкретні атрибути персонажа прямо включають подібні здібності (наприклад, Сила у Зоряних війнах). Іноді поєднується з мудрістю.
- Удача, а також Доля, Шанс тощо.

Шкала удачі персонажа. Удача може впливати на що завгодно, але переважно на випадкові предмети, зустрічі та видатні успіхи / невдачі (наприклад, критичні попадання).